# Subliminal Genocide
Subliminal Genocide – piąty studyjny album amerykańskiego projektu muzycznego Xasthur wydany 12 września 2006 roku przez wytwórnię Hydra Head Records. Ów materiał recenzowano, jako "bardziej dokuczliwy.. niż poprzednie albumy".

## Lista utworów
1. „Disharmonic Convergence” – 1:50
2. „The Prison of Mirrors – 12:42
3. „Beauty is only Razor Deep” – 7:00
4. „Trauma will Always Linger” – 8:29
5. „Pyramid of Skulls” – 2:36
6. „Arcane and Misanthropic Projection” – 9:40
7. „Victim of Your Dreams” – 6:12
8. „Through a Trance of Despondency” – 3:30
9. „Loss and Inner Distortion” – 4:04
10. „Subliminal Genocide” – 8:49
11. „Malice Hidden in Surrealism” – 6:37
12. „Frozen” (LP Only, Lycia Cover)

## Twórcy
- Malefic – wszystkie instrumenty, śpiew i teksty
- Nick Zampiello – mastering